# Kalanchoe boisii
Kalanchoe boisii är en fetbladsväxtart som beskrevs av R.-hamet och Perrier. Kalanchoe boisii ingår i släktet Kalanchoe och familjen fetbladsväxter. Inga underarter finns listade i Catalogue of Life.